# 第26回トロント映画批評家協会賞
第26回トロント映画批評家協会賞（26th Toronto Film Critics Association Awards）は、2022年の映画を対象とした映画賞で、2023年1月8日に受賞作品が発表された。最多受賞作品は『aftersun/アフターサン』の4部門である。今回の選考ではメトロ・ホールに選考委員が集まり、COVID-19パンデミック以来3年振りに直接投票が実施された。授賞式は3月6日にオムニ・キング・エドワード・ホテルで開催され、同日にロジャーズ・カナディアン作品賞の受賞作品が発表された。

## 受賞結果

### 部門賞
| 作品賞 | 監督賞 |
| --- | --- |
| - 『aftersun/アフターサン』 - 『エブリシング・エブリウェア・オール・アット・ワンス』 - 『ウーマン・トーキング 私たちの選択』                                                                                          | - シャーロット・ウェルズ - 『aftersun/アフターサン』 - ダニエル・クワン&ダニエル・シャイナート - 『エブリシング・エブリウェア・オール・アット・ワンス』 - サラ・ポーリー - 『ウーマン・トーキング 私たちの選択』                                   |
| 主演男優賞 | 主演女優賞 |
| - ポール・メスカル - 『aftersun/アフターサン』：カルム・ピーターソン - コリン・ファレル - 『イニシェリン島の精霊』：パードリック - ブレンダン・フレイザー - 『ザ・ホエール』：チャーリー                              | - ケイト・ブランシェット - 『TAR/ター』：リディア・ター - ダニエル・デッドワイラー - 『ティル』：メイミー・ティル - ミシェル・ヨー - 『エブリシング・エブリウェア・オール・アット・ワンス』：エヴリン・ワン・クワン                                |
| 助演男優賞 | 助演女優賞 |
| - キー・ホイ・クァン - 『エブリシング・エブリウェア・オール・アット・ワンス』：ウェイモンド・ワン - ブレンダン・グリーソン - 『イニシェリン島の精霊』：コルム - バリー・コーガン - 『イニシェリン島の精霊』：ドミニク | - キキ・パーマー - 『NOPE/ノープ』：エメラルド・ヘイウッド - ジェシー・バックリー - 『ウーマン・トーキング 私たちの選択』：マリシェ - ステファニー・スー - 『エブリシング・エブリウェア・オール・アット・ワンス』：ジョイ・ワン / ジョブ・トゥパキ |
| 脚本賞 | アニメ映画賞 |
| - マーティン・マクドナー - 『イニシェリン島の精霊』 - トッド・フィールド - 『TAR/ター』 - サラ・ポーリー - 『ウーマン・トーキング 私たちの選択』                                                                      | - 『私ときどきレッサーパンダ』 - 『ギレルモ・デル・トロのピノッキオ』 - 『マルセル 靴をはいた小さな貝』 |
| ドキュメンタリー映画賞 | 国際映画賞 |
| - 『All the Beauty and the Bloodshed』 - 『ファイアー・オブ・ラブ 火山に人生を捧げた夫婦』 - 『デヴィッド・ボウイ ムーンエイジ・デイドリーム』                                                                        | - 『サントメール ある被告』 - 『別れる決心』 - 『EO イーオー』 |
| ロジャーズ・カナディアン作品賞 | 第一回作品賞 |
| - 『Riceboy Sleeps』 - アンソニー・シム - 『Brother』 - クレメント・ヴァーゴ - 『クライムズ・オブ・ザ・フューチャー』 - デヴィッド・クローネンバーグ                                                                  | - 『aftersun/アフターサン』 - 『マルセル 靴をはいた小さな貝』 - 『私ときどきレッサーパンダ』 |

### 特別賞
- 新人批評家賞：ミシェル・クラソヴィツキー[8]
- カンパニー3TFCAルミナリー賞（英語版）：スティーヴ・グラヴェストック（英語版）[8]
- ジェイ・スコット賞（英語版）：キャロル・グエン（英語版）[8]

### 特別表彰
- ジャファール・パナヒ、モハマド・ラスロフ、モスタファ・アル＝アフマド：イランで収監されている3人は、イラン政府からの脅迫や制限をものともせず自国の生活を題材とした繊細な映画を作り続けています。私たちは彼らと連帯し、彼らの釈放を求める国際的なアート・コミュニティの一員として声を挙げます[1]。